# Franz Ruhm
Franz Ruhm (* 31. Juli 1896 Brunn am Gebirge, Niederösterreich; † 20. März 1966 in Purkersdorf, Niederösterreich) war ein österreichischer Koch, der durch Kochsendungen im ORF sowie beim BR bekannt wurde und eine Vielzahl von Kochbüchern schrieb.

## Biografie
Franz Ruhm war das älteste von sechs Kindern eines Zimmermanns in Brunn am Gebirge. Bereits mit acht Jahren arbeitete er als Gehilfe in einer Greißlerei. Er erlernte den Beruf des Zuckerbäckers im Grand Hotel Wien von 1910 bis 1914. 1920 erhielt er eine Anstellung im Wiener Rathauskeller und wurde dort bereits nach drei Jahren Küchenchef. Im Jahr 1927 übernahm er die Redaktion der monatlich erscheinenden Zeitschrift des Verbands der Köche Österreichs Gastronom. Später war er Kochlehrer und ab 1928 sprach er im österreichischen Radio über die Wiener und Österreichische Küche. 1945 übernahm er die Führung des Verbands der Köche Österreichs.
Ab 1956 startete die Fernsehküche des ORF mit Franz Ruhm als erstem Fernsehkoch, die er aber aus gesundheitlichen Gründen 1961 nicht mehr weiterführen konnte. Sein Nachfolger wurde Helmuth Karl Misak, später folgten die Köche Ernst Faseth und Hans Hofer (Koch). Beim Bayerischen Rundfunk kochte und backte er ab 1957 in der Sendereihe Der Fernsehkoch.
Ruhm schrieb ab 1923 Gedichte sowie Balladen und bis 1928 unter dem Pseudonym „Frank Raymon“ auch Theaterstücke.

## Werke (Auswahl)
– chronologisch –
- Wiener Küche. (Monatshefte 1930–44, Vierteljahreshefte 1948–50), ZDB-ID 2730222-2.
- Kochbuch für alle. Ruhm-Verlag, Wien 1933.
- Einsieden. 1933.
- Kochen im Krieg. Eine Sammlung einfachster und dennoch schmackhafter Gerichte für den Mittags- und Abendtisch. Ruhm-Verlag Wien, 1940, Volltext online von Austrian Literature Online (ALO). 
 Nachdruck: Universitätsbibliothek Innsbruck, 2011, ISBN 978-3-226-00355-0.
- 133 Kochrezepte für 1946. Eine Sammlung von Rezepten aus schwerer Zeit. Ruhm-Verlag, Wien-Purkersdorf, 1946.
- Illustrierte Wiener Küche. Sammelwerk ausgewählter Kochrezepte und Bilder. 12 Hefte. Ruhm-Verlag, Wien-Purkersdorf / Stuttgart, o. J. (1950[8]), Volltext online von Austrian Literature Online (ALO).
- Perlen der Wiener Küche. Spezialrezepte von Küchenchef Franz Ruhm. Wilhelm Andermann Verlag, („Copyright Franz Ruhm Verlag, Wien“), Wien und München, o. J. (ca. 1960).
- Iß gut und bleib schlank. Ruhm-Verlag, Wien-Purkersdorf, 196?.
- Das Franz Ruhm Kochbuch. Das Standardwerk der Wiener und österreichischen Küche von heute mit über 1000 Rezepten. Verlag Fritz Molden, Wien 1977, 639 S., ISBN 3-217-00744-1.
- Das Franz Ruhm Kochbuch. Das Standardwerk der Wiener und österreichischen Küche. Orac, Wien 2013, 640 S., ISBN 978-3-7015-0548-7, Leseprobe, (PDF; 3,74 MB).